# Un battito d'ali dopo la strage
Un battito d'ali dopo la strage (Le fils) è un film del 1973 diretto da Pierre Granier-Deferre.